# 安田安之
安田 安之（やすだ やすゆき、1947年? - 1972年5月30日）は、日本の新左翼活動家、テロリスト、革命家。1972年5月30日に奥平剛士、岡本公三らとテルアビブ空港乱射事件を起こして死亡。
日本赤軍のメンバーの一人として紹介されることがあるが、厳密にいえば乱射事件発生時点では、日本赤軍は結成されていない。

## 経歴
三重県員弁郡北勢町（現・いなべ市）で製材業を営む父親の元に生まれる。1966年、三重県立四日市高等学校を卒業。同年京都大学工学部建築科へ入学。1970年に同校を休学。1971年9月30日、家族にギリシアへ建築の勉強に行くと言い残して出国。1972年1月、レバノンのベイルートで京都大生が水泳中に死亡する事故があったが、この際に一緒に行動していたことが確認されている。1972年3月に岡本がベイルートに入った際に市内のアパートで初めて安田と会ったことを後に供述している。

## テルアビブ空港乱射事件
1972年5月、ドイツのフランクフルトなど欧州に潜伏した後、同月30日にローマからフランス航空機でテルアビブ空港へ移動してテルアビブ空港乱射事件（死者26人、重軽傷者73人）を起こした。この際、安田が所持していた偽造パスポートは「トリオ・ケン」の名義であった。死因は「空港警備隊との銃撃戦で射殺された」や「奥平と共に自爆した」等諸説あるが、事件の際に奥平と共に死亡した。25歳没。
安田の死体は、顔の判別がつかないほど損壊が激しかった。そばに破り捨てられた顔写真が散らばっており、復元して公開したところ家族が名乗り出て素性が判明した。自宅に殺到した報道陣に対し、父親は「息子が憎い」と語り、寝込んだ母親は「死んでよかった」「かわいいとは思わない。憎しみだけの気持ちだ」との気持ちを伝えている。